# Liste d'œuvres littéraires par nombre de traductions
 (mai 2022).
La mise en forme du texte ne suit pas les recommandations de Wikipédia : il faut le « wikifier ».
Les points d'amélioration suivants sont les cas les plus fréquents. Le détail des points à revoir est peut-être précisé sur la page de discussion.
- Les titres sont pré-formatés par le logiciel. Ils ne sont ni en capitales, ni en gras.
- Le texte ne doit pas être écrit en capitales (les noms de famille non plus), ni en gras, ni en italique, ni en « petit »…
- Le gras n'est utilisé que pour surligner le titre de l'article dans l'introduction, une seule fois.
- L'italique est rarement utilisé : mots en langue étrangère, titres d'œuvres, noms de bateaux, etc.
- Les citations ne sont pas en italique mais en corps de texte normal. Elles sont entourées par des guillemets français : « et ».
- Les listes à puces sont à éviter, des paragraphes rédigés étant largement préférés. Les tableaux sont à réserver à la présentation de données structurées (résultats, etc.).
- Les appels de note de bas de page (petits chiffres en exposant, introduits par l'outil «  Source ») sont à placer entre la fin de phrase et le point final[comme ça].
- Les liens internes (vers d'autres articles de Wikipédia) sont à choisir avec parcimonie. Créez des liens vers des articles approfondissant le sujet. Les termes génériques sans rapport avec le sujet sont à éviter, ainsi que les répétitions de liens vers un même terme.
- Les liens externes sont à placer uniquement dans une section « Liens externes », à la fin de l'article. Ces liens sont à choisir avec parcimonie suivant les règles définies. Si un lien sert de source à l'article, son insertion dans le texte est à faire par les notes de bas de page.
- La présentation des références doit suivre les conventions bibliographiques. Il est recommandé d'utiliser les modèles {{Ouvrage}}, {{Chapitre}}, {{Article}}, {{Lien web}} et/ou {{Bibliographie}}. Le mode d'édition visuel peut mettre en forme automatiquement les références.
- Insérer une infobox (cadre d'informations à droite) n'est pas obligatoire pour parachever la mise en page.

Pour une aide détaillée, merci de consulter Aide:Wikification.
Si vous pensez que ces points ont été résolus, vous pouvez retirer ce bandeau et améliorer la mise en forme d'un autre article.
Cette page présente une liste des œuvres littéraires les plus traduites (y compris les romans, les pièces de théâtre, les séries, les recueils de poèmes ou de nouvelles, les essais et autres formes de non-fiction littéraire).
| Rang | Titre                                          | Auteur                               | Date de publication                       | Nombre de langues                                                                                  | Langue originale       |
| ---- | ---------------------------------------------- | ------------------------------------ | ----------------------------------------- | -------------------------------------------------------------------------------------------------- | ---------------------- |
| 1    | La Bible                                       | Collectif                            | Article détaillé : Datation de la Bible . | 3 384 (au moins un livre) 2 191 (au moins NT) 698 (AT et NT, y compris les livres protocanoniques) | Hébreu, araméen, koinè |
| 2    | Le Petit Prince                                | Antoine de Saint-Exupéry             | 1943                                      | >500                                                                                               | Français               |
| 3    | Les Aventures de Pinocchio                     | Carlo Collodi                        | 1883                                      | 240-260,                                                                                           | Italien                |
| 4    | Dao de jing                                    | Laozi                                | 400 av. J.-C.                             | > 250                                                                                              | Chinois                |
| 5    | Les Aventures d'Alice au pays des merveilles   | Lewis Carroll                        | 1865                                      | 174                                                                                                | Anglais                |
| 6    | Steps to Christ (en)                           | Ellen G. White                       | 1892                                      | > 160                                                                                              | Anglais                |
| 7    | L'Ingénieux Hidalgo Don Quichotte de la Manche | Miguel de Cervantes Saavedra         | 1615                                      | > 140 (complet et parties),                                                                        | Espagnol               |
| 8    | Contes                                         | Hans Christian Andersen              | 1835-1852                                 | 129                                                                                                | Danois                 |
| 9    | Les Aventures d'Astérix                        | René Goscinny & Albert Uderzo        | Depuis 1959                               | 115 (tous les volumes ne sont pas disponibles dans toutes les langues)                             | Français               |
| 10   | Livre de Mormon                                | Article détaillé : Livre de Mormon . | 1830                                      | 110                                                                                                | Anglais                |
| 11   | The Upright Revolution                         | Ngugi wa Thiong'o                    | 2016                                      | 66                                                                                                 | Kikuyu                 |
| 12   | Les Aventures de Tintin                        | Hergé                                | 1929-1976                                 | 96 (tous les volumes ne sont pas disponibles dans toutes les langues)                              | Français               |
| 13   | L'Imitation de Jésus-Christ                    | Thomas a Kempis                      | 1418                                      | 95                                                                                                 | Latin                  |
| 14   | Harry Potter                                   | J. K. Rowling                        | 1997-2007                                 | 80,                                                                                                | Anglais                |
| 15   | Winnie l'ourson                                | A. A. Milne                          | 1926                                      | > 50                                                                                               | Anglais                |
| 16   | Le Journal d'Anne Frank                        | Anne Frank                           | 1947                                      | 73                                                                                                 | Néerlandais            |
| 17   | Le Chemin du bonheur                           | L. Ron Hubbard                       | 1980                                      | > 70[réf. nécessaire]                                                                              | Anglais                |
| 18   | L'Expédition du Kon-Tiki                       | Thor Heyerdahl                       | 1948                                      | > 70                                                                                               | Norvégien              |
| 19   | Fifi Brindacier                                | Astrid Lindgren                      | 1945                                      | 70                                                                                                 | Suédois                |
| 20   | L'Alchimiste                                   | Paulo Coelho                         | 1988                                      | 70,                                                                                                | Portugais              |
| 21   | Le Monde de Sophie                             | Jostein Gaarder                      | 1991                                      | 65                                                                                                 | Norvégien              |
| 22   | Les Aventures de Huckleberry Finn              | Mark Twain                           | de 1885                                   | 65                                                                                                 | Anglais                |
| 23   | 1984                                           | George Orwell                        | de 1949                                   | 65                                                                                                 | Anglais                |
| 24   | À travers le miroir et ce qu’Alice y a trouvé  | Lewis Carroll                        | de 1871                                   | 65                                                                                                 | Anglais                |
| 25   | Isha Upanishad                                 |                                      | des plongeurs 500 av. J.-C.               | 64                                                                                                 | Sanskrit               |
| 26   | Kalevala                                       | Elias Lönnrot (compilateur)          | 1835/1849                                 | 61                                                                                                 | finnois                |
| 27   | Quo vadis ?                                    | Henryk Sienkiewicz                   | 1895                                      | 61                                                                                                 | Polonais               |
| 28   | Le Hobbit                                      | J. R. R. Tolkien                     | de 1937                                   | 59                                                                                                 | Anglais                |
| 29   | Les Aventures du brave soldat Švejk            | Jaroslav Hašek                       | de 1923                                   | 58                                                                                                 | Tchèque                |
| 30   | Bhagavad-Gītā                                  | Vyāsa                                | 200 av. J.-C.                             | 58                                                                                                 | Sanskrit               |
| 31   | Le Seigneur des anneaux                        | J. R. R. Tolkien                     |                                           | 1954-1955 57 langues, avec un total de 87 traductions                                              | Anglais                |
| 32   | Tout s'effondre                                | Chinua Achebe                        | de 1958                                   | 57                                                                                                 | Anglais                |
| 33   | Une maison de poupée                           | Henrik Ibsen                         | de 1879                                   | 56                                                                                                 | Norvégien              |
| 34   | Sept brèves leçons de physique                 | Carlo Rovelli                        |                                           | 2014 52                                                                                            | Italien                |
| 35   | Auprès de moi toujours                         | Kazuo Ishiguro                       |                                           | 2005 52[réf. nécessaire]                                                                           | Anglais                |
| 36   | Le garçon en pyjama rayé                       | John Boyne                           | de 2006                                   | 52[réf. nécessaire]                                                                                | Anglais                |
| 37   | La maison à Pooh Corner                        | Alan Alexander Milne                 | de 1928                                   | 51 langues, avec 96 traductions au total                                                           | Anglais                |
| 38   | Coran                                          | Voir Histoire du Coran               | 650                                       | 50 (complet), 114 (portions)                                                                       | Arabe classique        |
| 39   | Autobiographie d'un Yogi                       | Paramahansa Yogananda                | 1946                                      | 50,                                                                                                | Anglais                |
| 40   | Heidi                                          | Johanna Spyri                        | de 1880                                   | 50                                                                                                 | Allemand               |
| 41   | Pas facile de voler des chevaux                | Per Petterson                        | 2003                                      | 50                                                                                                 | Norvégien              |
| 42   | Cien años de soledad                           | Gabriel García Márquez               | de 1967                                   | 47                                                                                                 | Espagnol               |
| 43   | Les Chroniques de Narnia                       | C. S. Lewis                          | 1950-1957                                 | 47                                                                                                 | Anglais                |
| 44   | Le Pont sur la Drina                           | Ivo Andrić                           | de 1945                                   | 47                                                                                                 | Serbo-croate           |
| 45   | Le Livre de San Michele                        | Axel Munthe                          | de 1929                                   | >45                                                                                                | Anglais                |
| 46   | Le Général de l'armée morte                    | Ismail Kadaré                        |                                           | 2003 45                                                                                            | Albanais               |
| 47   | L'Étranger                                     | Albert Camus                         | de 1942                                   | 45                                                                                                 | Français               |
| 48   | La Chenille qui fait des trous                 | Eric Carle                           | de 1969                                   | 45                                                                                                 | Anglais                |
| 49   | Da Vinci Code                                  | Dan Brown                            | 2003                                      | 44                                                                                                 | Anglais                |
| 50   | Les Moumines                                   | Tove Jansson                         | de 1945                                   | 43                                                                                                 | suédois                |